# One Second
One Second es el sexto álbum en la carrera de Paradise Lost. El grupo tomó un brusco cambio de dirección musical, deshaciéndose de las influencias del metal de discos anteriores en favor de un acercamiento al rock gótico con bases en Sisters of Mercy, aunque conservando el sonido pesado en algunas canciones. La voz de Nick Holmes es totalmente limpia.
Es el primer álbum de Paradise Lost grabado en formato digital.
Como dato anecdótico, cabe decir que todos los miembros del grupo cortaron su cabello al hacer este disco, para demostrar su alejamiento de sus raíces en el metal.

## Lista de canciones
1. One Second – 3:32
2. Say Just Words – 4:02
3. Lydia – 3:32
4. Mercy – 4:24
5. Soul Courageous – 3:01
6. Another Day – 4:44
7. The Sufferer – 4:29
8. This Cold Life – 4:21
9. Blood of Another – 4:01
10. Disappear – 4:29
11. Sane – 4:00
12. Take Me Down – 6:25

Bonus Track sólo en la edición limitada digipak y en el lanzamiento norteamericano.
1. I Despair – 3:54

Bonus tracks de la edición japonesa
1. Cruel One
2. How Soon is Now? (cover de The Smiths)
3. Albino Flogged in Black (cover de Stillborn)

## Créditos
- Nick Holmes - Voz
- Gregor Mackintosh - Guitarra, Teclados, Muestras de sonido, Programación
- Aaron Aedy - Guitarra
- Stephen Edmondson - Bajo
- Lee Morris - Batería, Voces

Créditos adicionales
- Greg - Voces adicionales
- Sank - Voces adicionales, Teclados, Muestras de sonido, Programación
- Stephan Brisland-Ferner - Violín

- Datos: Q1931463